# 1951 dans les parcs de loisirs
| Années des parcs de loisirs : 1948 - 1949 - 1950 - 1951 - 1952 - 1953 - 1954    |
| Décennies des parcs de loisirs : 1920 - 1930 - 1940 - 1950 - 1960 - 1970 - 1980 |

## Parcs d'attractions

### Ouverture
- Bell's Amusement Park (en) ( États-Unis)
- Kiddie Land ( États-Unis) Ouvert au public le 12 août 1951. Aujourd'hui connu sous le nom Wonderland Park

### Fermeture
- Central Park (Pennsylvanie) (en) ( États-Unis)

## Attractions

### Montagnes russes
| Nom          | Type/Modèle | Constructeur                    | Parc                  | Pays       |
| ------------ | ----------- | ------------------------------- | --------------------- | ---------- |
| Comet        | Bois        | Philadelphia Toboggan Company   | Waldameer Park        | États-Unis |
| Comet Jr.    | Bois        | National Amusement Devices (en) | Myrtle Beach Pavilion | États-Unis |
| Vuoristorata | Bois        | Svend Jarlström                 | Linnanmäki            | Finlande   |

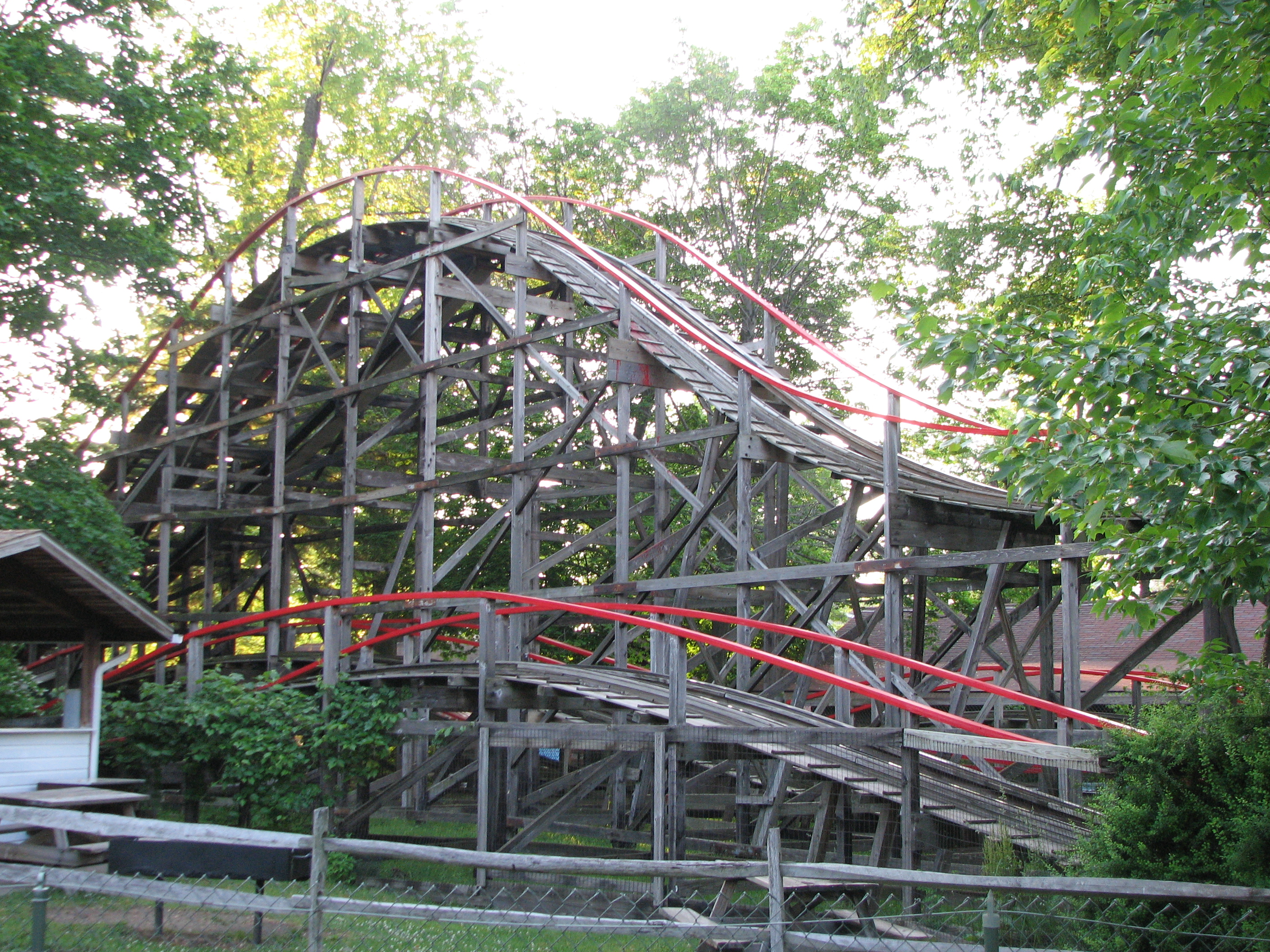
Comet à Waldameer Park
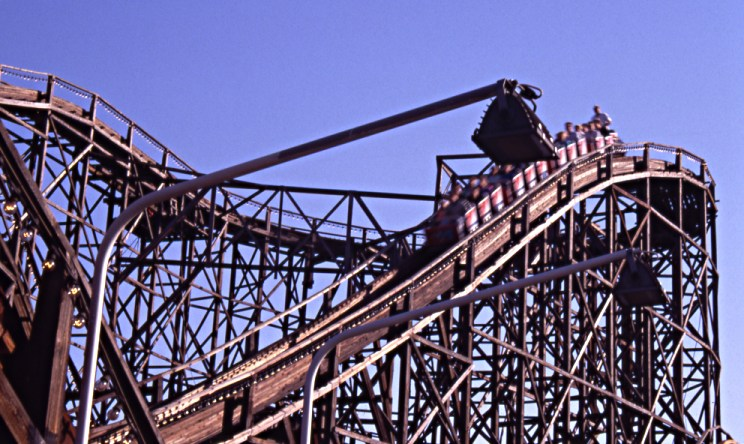
Vuoristorata à Linnanmäki

### Autres attractions
| Nom               | Type/Modèle | Constructeur | Parc             | Pays       |
| ----------------- | ----------- | ------------ | ---------------- | ---------- |
| Lakeshore Express | Train       |              | Lagoon           | États-Unis |
| Rotor             | Rotor       |              | Luna Park Sydney | Australie  |